# غريس جيبسون
غريس جيبسون (بالإنجليزية: Grace Gibson)‏ هي منتجة راديو ‏ أسترالية، ولدت في 17 يونيو 1905، وتوفيت في 10 يوليو 1989.